# Руда-Хута
Руда-Хута (пол. Ruda-Huta) — деревня в Польше, расположенная в Люблинском воеводстве, в Хелмском повете. Административный центр гмины Руда-Хута. По данным переписи 2011 года население Руда-Хуты составило 1062 человека.

## География
Населённый пункт расположен в 16 километрах к северо-востоку от города Хелм. Находится на железной дороге Хелм — Влодава.

## История
До 1954 года деревня входила в состав гмины Сверше.
С 1975 по 1998 год деревня административно входила в состав Хелмского воеводства.
С 1999 года входит в состав Люблинского воеводства.